# Pure Genius
Pure Genius è una serie televisiva statunitense creata da Jason Katims per il network CBS.
La serie viene trasmessa sulla CBS dal 27 ottobre 2016.

## Trama
James Bell, un brillante e giovane miliardario del settore tecnologico della Silicon Valley, assume il controverso chirurgo Walter Wallace per aiutarlo a fondare un ospedale all'avanguardia. Bell è intenzionato a rivoluzionare il sistema sanitario e con l'aiuto delle tecnologie trattare rari casi medici e abbattere la burocrazia medica.

## Personaggi e interpreti
- Walter Wallace, interpretato da Dermot Mulroney
- James Bell, interpretato da Augustus Prew
- Zoe Brockett, interpretata da Odette Annable
- Talaikha Channarayapatra, interpretata da Reshma Shetty
- Malik Verlaine, interpretato da Aaron Jennings
- Scott Strauss, interpretato da Ward Horton
- Angie Cheng, interpretata da Brenda Song

## Episodi
| Stagione       | Episodi | Prima TV originale | Prima TV Italia |
| -------------- | ------- | ------------------ | --------------- |
| Prima stagione | 13      | 2016-2017          | inedita         |

## Produzione
Ad agosto 2014, la CBS annunciato lo sviluppo del progetto per la stagione 2015-2016, ma alla fine la serie è stata momentaneamente accantonata dal network. A gennaio 2016 la CBS ha deciso di rilanciare il progetto ordinando un episodio pilota, intitolato Bunker Hill per la stagione 2016-2017.
Il 13 maggio 2016 la CBS ha ordinato ufficialmente la prima stagione, composta da tredici episodi, con il titolo nuovo titolo Pure Genius.
Il 17 maggio 2017 CBS ha ufficialmente cancellato la serie a causa dei bassi ascolti.